# امین ترکاشوند
امین ترکاشوند (۳۰ فروردین ۱۳۶۲) بازیکن فوتبال اهل ایران است.
وی سابقه عضویت در تیم‌های راه‌آهن، داماش گیلان، پارسه تهران و گهر دورود را دارد.